# 三字總持真言
三字總持真言，又稱三字神咒、三字真言、普賢王如來根本咒，咒文只有唵啊吽（又作唵阿吽或唵啞吽）三字，是佛教的重要咒語，代表毘盧遮那佛(大日如來)或者諸佛的身語意之德。臺灣民間信仰也相信這個咒語，寫在黃紙上之後，可以做為淨符。

## 意義
《瑜伽大教王經》云：「唵」字是中央大遍照如來（即毘盧遮那佛），「啞」字代表西方無量壽佛（即阿彌陀佛），「吽」字代表東方阿閦如來（即不動佛）。
「唵」字號稱諸陀羅尼之首字，象徵「身」清淨。「啞」字是一切梵音的根本，號稱所有種子字之母，象徵「語」清淨。「吽」字號稱諸陀羅尼之末字，象徵「意」清淨。

## 用法
南懷瑾說，因為三字真言是象徵諸佛功德，安置佛像時常常觀想此三字在佛頂之上放光，可以清淨壇場結界，凡有人受驚厭寐，可以沐浴淨身後，持頌此三字，通常必須念七次或者七的倍數次，如十四次、廿一次、四十九次等，並閉目觀想中央毘盧遮那佛、東方金剛不動佛、西方無量壽佛等三世佛在頂上照臨，邪祟自然退散。在醫院或墳場陰氣較重之類地方，若感覺不遂，只要唸誦「唵，齒林」（文殊菩薩一字護身咒）六遍，每念一遍，握拳一遍，又鬆開一遍，第七遍時念「唵啞吽，唵，齒林，梭哈」，第七遍唸完握拳一遍，又鬆開一遍，邪魅則遠離。
藏密中極具威力的的蓮華生大士心咒：唵啊吽，班渣，咕嚕，貝瑪，悉地，吽！（標準漢語）前三字，即是此真言，持誦有大功德。有少數人認為，應透過阿闍黎灌頂傳承，否則依照漢傳佛教的俗例，第一次念之前，應該先誦念大輪金剛陀羅尼二十一次跟三昧耶戒真言七次或十四次。有些師承，是念大輪金剛簡習法咒二十一次。

## 外部連結
- 梵漢咒語大講堂第52集 三字總持咒 林光明教授（页面存档备份，存于）